# Gian Mario Cazzaniga
Gian Mario Cazzaniga (Torino, 20 aprile 1942) è un filosofo, politico e dirigente del movimento operaio italiano.

## Biografia
Ha studiato presso il Liceo classico Massimo d'Azeglio di Torino, la Scuola Normale Superiore di Pisa e la facoltà di Lettere di Pisa, laurea in filosofia (1964, relatore Arturo Massolo). Già professore ordinario di Filosofia morale è stato insignito dell'Ordine del Cherubino nel 2011, massima onorificenza dell'Università di Pisa. Membro del Consiglio Universitario Nazionale (1979-1983, 1986-1989). 
Dirigente della sinistra socialista (PSI e poi PSIUP (1960-1967). Dirigente UGI: membro di giunta Unuri (1965-1966), estensore delle Tesi approvate al congresso UGI di Napoli (1965), estensore delle tesi di minoranza al congresso UGI di Rimini (1967). Fondatore della CGIL Scuola (1966), poi segretario nazionale, responsabile università (1976-1978).
Cazzaniga è stato molto attivo nella sinistra extraparlamentare: Quaderni Rossi (1962-1966), Il potere operaio pisano (1967-1968), Centro Karl Marx di Pisa, poi Organizzazione dei Lavoratori Comunisti (1969-1975). È famoso per essere stato citato nella canzone di Rino Gaetano [[Nuntereggae più|Nuntereggae più]]
Iscritto al PCI (1975), responsabile nazionale Università (1979-1980), membro della Direzione nazionale (1989-1990) e dell'ufficio di Presidenza del Comitato Centrale (Presidente della Commissione Economica 1990 - 1991). Membro della direzione nazionale del PDS (1991-1997). Direttore di Marxismo Oggi (1987-1989). Nel 1990 fonda con Luciano Barca e altri (Minucci, Novelli, Pollini) Etica ed Economia. Nel 1997 esce dal PDS e si ritira dall'attività politica. Scrive su Belfagor, Menabò di Etica ed Economia (riviste ora cessate) e su Il Ponte.
L'8 e 9 aprile 2022 ha partecipato come relatore al convegno dal titolo "Scienza e conoscenza" organizzato a Rimini dal Grande Oriente d'Italia.

## Opere
- Funzione e conflitto. Forme e classi nella teoria marxista dello sviluppo, Napoli, Liguori, 1981. ISBN 88-207-0919-8.
- L'individu dans la pensée moderne. XVI-XVIII siecles. Paris, 16-18 septembre 1993 Institut Culturel Italien (Hotel de Galiffet). Pisa, 30 settembre-2 ottobre 1993 Università di Pisa, con Yves Charles Zarka, 2 voll., Pisa, ETS, 1995. ISBN 88-7741-879-6.
- Symboles, signes, langages sacrés. Pour une sémiologie de la franc-maçonnerie, (a cura di) Pisa, ETS, 1995.
- La religione dei moderni, Pisa, ETS, 1999. ISBN 88-467-0200-X.
- Metamorfosi della sovranità: fra stati nazionali e ordinamenti giuridici mondiali. Società geografica italiana, Roma, 2 ottobre 1998, Pisa, ETS, 1999. ISBN 88-467-0210-7.
- La democrazia come sistema simbolico "Belfagor" (LV f. V settembre 2000)
- Penser la Souveraineté à l'époque moderne et contemporaine, con Yves Charles Zarka, 2 voll., Pisa-Paris, Edizioni ETS-J. Vrin, 2001. ISBN 88-467-0535-1.
- Le Muse in loggia. Massoneria e letteratura nel Settecento, con Gerardo Tocchini e Roberta Turchi, Milano, UNICOPLI, 2002. ISBN 88-400-0759-8.
- Traces de l'autre. Mythes de l'antiquité et Peuples du Livre dans la construction des nations méditerranéennes. Bibliotheca Alexandrina, le 19-21 avril 2003, con Josiane Boulad-Ayoub, Pisa-Paris, Edizioni ETS-J. Vrin, 2004.
- Storia d'Italia. Annali 21: La Massoneria, Torino, Einaudi 2006. ISBN 88-06-17031-7.
- Storia d'Italia. Annali 25: Esoterismo, Torino, Einaudi, 2010. ISBN 978-88-06-19035-4.
- (FR)  « Histoire d'un ordre initiatique ouvrier: Les Chevaliers du Travail ».- Octagon, la recherche de perfection, Hans Thomas Hakl editore, Scientia Nova, Gaggenau, 2018, vol. 4, p. 99-115.  ISBN 978-3-935164-12-2.
- - Cazzaniga G. M.-Marinucci M., Carbonari del XXº secolo fra rituali adelfici e intransigenza repubblicana, Pisa, ETS, 2015
- - La catena d’unione. Contributi per una storia della massoneria, Pisa, ETS, 2016, 20172
- - Fratellanze artigiane e società operaie a Firenze fra Risorgimento e unità nazionale, «Rassegna storica del Risorgimento» a. CV f. II (lugl.-dic 2018)
- - Illuminati italiani e origini del Risorgimento nella storiografia italiana del Novecento, «Illuminatismo tra Germania e Italia nel tardo Settecento», a cura di Gianluca Paolucci, Roma, Istituto italiano di Studi germanici, 2019
- - Figures of Jesus from Locke to the Enlightenment, «International Archives of the History of Ideas», v. 226: Locke and Biblical Hermeneutics, Simonutti L. ed., Springer 2019
- - Diaspore. Storia degli ebrei nel mondo attraverso una collezione di cartoline, Pisa, ETS, 2020, 20212